# Crotalaria gillettii
Crotalaria gillettii är en ärtväxtart som beskrevs av Roger Marcus Polhill. Crotalaria gillettii ingår i släktet sunnhampor, och familjen ärtväxter. Inga underarter finns listade i Catalogue of Life.